# 1869 in Zwitserland
Dit artikel beschrijft het verloop van 1869 in Zwitserland.

## Ambtsbekleders
De Bondsraad was in 1869 samengesteld als volgt:
| Naam | Naam                         | Partij    | Kanton       | Functie                                                                                          |
| ---- | ---------------------------- | --------- | ------------ | ------------------------------------------------------------------------------------------------ |
|      | Emil Welti                   | radicalen | Aargau       | Bondspresident in 1869; hoofd van het Departement van Politieke Zaken                            |
|      | Victor Ruffy                 | radicalen | Vaud         | Vicebondspresident in 1869; hoofd van het Departement van Militaire Zaken (tot 29 december 1869) |
|      | Jean-Jacques Challet-Venel   | radicalen | Genève       | Hoofd van het Departement van Financiën                                                          |
|      | Jakob Dubs                   | radicalen | Zürich       | Hoofd van het Departement van Posterijen                                                         |
|      | Melchior Josef Martin Knüsel | radicalen | Luzern       | Hoofd van het Departement van Justitie en Politie                                                |
|      | Wilhelm Matthias Naeff       | radicalen | Sankt Gallen | Hoofd van het Departement van Handel en Douane                                                   |
|      | Karl Schenk                  | radicalen | Bern         | Hoofd van het Departement van Binnenlandse Zaken                                                 |

De Bondsvergadering werd voorgezeten door:
| Naam | Naam            | Partij              | Kanton    | Functie                                                           |
| ---- | --------------- | ------------------- | --------- | ----------------------------------------------------------------- |
|      | Louis Ruchonnet | radicalen           | Vaud      | Voorzitter van de Nationale Raad (van 5 juli tot 22 oktober 1869) |
|      | Joachim Heer    | gematigde liberalen | Glarus    | Voorzitter van de Nationale Raad (vanaf 7 december 1869)          |
|      | Eugène Borel    | radicalen           | Neuchâtel | Voorzitter van de Kantonsraad (van 6 juli tot 23 december 1869)   |

## Gebeurtenissen

### April
- 8 april: In Bern wordt de Banque populaire de Berne opgericht, de latere Banque populaire suisse.

### Mei
- 28 mei: Friedrich Nietzsche geeft zijn eerste college aan de Universiteit van Bazel.

### Juli
- 24 juli: In Biel/Bienne (kanton Bern) gaan de jaarlijkse gymnastiekfeesten van start.

### September
- 2 september: Een brand in het dorpje Obergesteln (kanton Wallis) verwoest 180 woningen.
- 4 september: In Langnau am Albis (kanton Zürich) wordt het Wildpark Langenberg opgericht.
- 14 september: In Lausanne (kanton Vaud) gaat het Congres van Vrede en Vrijheid van start. Onder meer Victor Hugo en Edgar Quinet nemen deel aan dit congres.
- 20 september: In Genève (kanton Genève) wordt het Nationaal monument onthuld, een monument ter ere van de toetreding van het kanton tot de Zwitserse Confederatie.

### Oktober
- 1 oktober: In Lavin (kanton Graubünden) gaan 68 woningen in de vlammen op. 130 mensen worden dakloos.
- 5 oktober: Einde van de Gotthardconferentie over de aanleg van de Gotthardtunnel.
- 31 oktober: Bij de Zwitserse federale parlementsverkiezingen van 1869 blijven de radicalen de sterkste politieke formatie. Voor het eerst worden ook enkele leden van de Kantonsraad rechtstreeks verkozen door de kiesgerechtigde bevolking, met name in de kantons Solothurn, Thurgau en Zürich

### December
- 10 december: Bij de Bondsraadsverkiezingen wordt de volledige Bondsraad herverkozen.
- 29 december: In Bern (stad) (kanton Bern) overlijdt zittend Bondsraadslid en vicebondspresident Victor Ruffy. Zwitserland heeft tot 1 januari 1870 voor enkele dagen geen vicebondspresident, en heeft van 1 januari tot 1 februari geen bondspresident.

## Geboren
- 24 april: Alice van Berchem, maatschappelijk werkster (overl. 1953)
- 15 mei: Paul Probst, schutter, olympisch kampioen (overl. 1945)
- 15 juni: Carolina Maraini-Sommaruga, filantrope (overl. 1959)
- 9 augustus: Athénaïs Clément, onderwijzeres, feministe en vluchtelingenhelpster (overl. 1935)
- 15 december: Antoine Contat, advocaat, notaris, journalist, vertaler en ambtenaar, vicekanselier van Zwitserland (1927)
- 21 december: Hedwig Blesi, schrijfster (overl. 1923)
- 29 december: Hedwig Bleuler-Waser, feministe en pionier in de abstinentiebeweging (overl. 1940)

## Overleden
- 7 maart: Antoine-Elisée Cherbuliez, filosoof (geb. 1797)
- 22 maart: Antoine de Jomini, generaal tijdens de Helvetische Republiek (geb. 1779)
- 27 april: Salomon Hegner, militair ingenieur (geb. 1789)
- 26 april: Théodore Maunoir, chirurg (geb. 1806)
- 13 mei: Heinrich-Maximilian Imhof, beeldhouwer (geb. 1795)
- 14 juli: Felix Donat Kyd, historicus (geb. 1793)
- 1 december: Karl Emanuel Müller, ondernemer (geb. 1804)
- 11 december: Louis-Aimé Grosclaude, kunstschilder (geb. 1784)
- 29 december: Victor Ruffy, zittend Bondsraadslid en vicebondspresident (geb. 1823)

1848
· 1849
· 1850
· 1851
· 1852
· 1853
· 1854
· 1855
· 1856
· 1857
· 1858
· 1859
· 1860
· 1861
· 1862
· 1863
· 1864
· 1865
· 1866
· 1867
· 1868
· 1869
· 1870
· 1871
· 1872
· 1873
· 1874
· 1875
· 1876
· 1877
· 1878
· 1879
· 1880
· 1881
· 1882
· 1883
· 1884
· 1885
· 1886
· 1887
· 1888
· 1889
· 1890
· 1891
· 1892
· 1893
· 1894
· 1895
· 1896
· 1897
· 1898
· 1899
· 1900
· 1901
· 1902
· 1903
· 1904
· 1905
· 1906
· 1907
· 1908
· 1909
· 1910
· 1911
· 1912
· 1913
· 1914
· 1915
· 1916
· 1917
· 1918
· 1919
· 1920
· 1921
· 1922
· 1923
· 1924
· 1925
· 1926
· 1927
· 1928
· 1929
· 1930
· 1931
· 1932
· 1933
· 1934
· 1935
· 1936
· 1937
· 1938
· 1939
· 1940
· 1941
· 1942
· 1943
· 1944
· 1945
· 1946
· 1947
· 1948
· 1949
· 1950
· 1951
· 1952
· 1953
· 1954
· 1955
· 1956
· 1957
· 1958
· 1959
· 1960
· 1961
· 1962
· 1963
· 1964
· 1965
· 1966
· 1967
· 1968
· 1969
· 1970
· 1971
· 1972
· 1973
· 1974
· 1975
· 1976
· 1977
· 1978
· 1979
· 1980
· 1981
· 1982
· 1983
· 1984
· 1985
· 1986
· 1987
· 1988
· 1989
· 1990
· 1991
· 1992
· 1993
· 1994
· 1995
· 1996
· 1997
· 1998
· 1999
· 2000
· 2001
· 2002
· 2003
· 2004
· 2005
· 2006
· 2007
· 2008
· 2009
· 2010
· 2011
· 2012
· 2013
· 2014
· 2015
· 2016
· 2017
· 2018
· 2019
· 2020
· 2021
· 2022
· 2023